# Ferriday
Pour les articles homonymes, voir Frogmore.
Ferriday est une ville située dans la paroisse de Concordia dans le nord de l'État de Louisiane, aux États-Unis.

## Personnalités liées à la commune
- Jerry Lee Lewis et sa sœur Linda Gail Lewis, chanteurs et pianistes de rock 'n' roll, nés dans la commune respectivement en 1935 et 1947.